# Capital Centre
Das Capital Centre (Spitzname: Cap Centre) war eine Mehrzweckhalle in Landover, Maryland.

## Geschichte
Der Grundstein für die Arena wurde im August 1972 gelegt. Der Architekt Abe Pollin entwarf das Gebäude mit seiner Firma Washington Sports & Entertainment, welches am 3. Dezember 1973 eröffnet wurde. Die Baukosten beliefen sich auf 18 Millionen US-Dollar. Von 1973 bis 1993 behielt das Gebäude den Namen Capital Centre. Nachdem die Fluggesellschaft US Airways die Namensrechte für die Halle erworben hatte, wurde sie von 1993 bis 1996 als USAir Arena und von 1996 bis 1997 als US Airways Arena bezeichnet. Von 1998 bis 2002 wurde die Halle wieder nach ihrem ursprünglichen Namen bezeichnet. Ende 2002 wurde die Halle abgerissen.

## Nutzung
Die Arena wurde hauptsächlich als Veranstaltungsgebäude für Sportwettkämpfe der Disziplinen Basketball und Eishockey genutzt. Mannschaften, die in der Halle beheimatet waren, sind unter anderem die Washington Wizards, Washington Capitals, Georgetown Hoyas, Washington Warthogs und die Washington Commandos. Das Capital Centre war auch Austragungsort für Konzerte international bekannter Musiker und Gruppen; so traten hier Künstler wie die Allman Brothers Band, The Who (1973), Deep Purple, Elvis Presley (1976), Eagles (1977), KISS (1979), Rolling Stones (1981), Van Halen (1982), Prince (1984), Michael Jackson (1988) und Eric Clapton (1990) auf.
Am 31. Mai 1986 drehten die beiden Filmemacher Jeff Krulik und John Heyn auf dem großen Parkplatz vor der Veranstaltungshalle den 17-minütigen Dokumentarfilm Heavy Metal Parking Lot, aus Anlass eines Konzerts der Metal-Band Judas Priest in der Halle. Im Laufe der Jahre erlangte der musikalische Kurzfilm Kultstatus in der Heavy-Metal-Szene.